# Manuel Baldizón

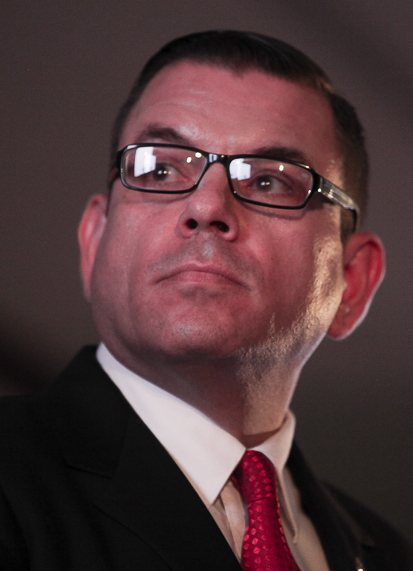
Manuel Baldizón, 2015

Manuel Baldizón (* 6. Mai 1970 in Flores) ist ein guatemaltekischer Politiker.

## Leben
Baldizón wurde in seiner Heimatregion Petén innerhalb von wenigen Jahren als Unternehmer reich. Er ist Fraktionsvorsitzender der Partei „Erneuerte demokratische Freiheit“ (Lider) im Kongress der Republik Guatemala und ein bekennender Befürworter der Todesstrafe.
Er trat bei der Präsidentschaftswahl 2011 als Kandidat an. Er versprach die Einführung von öffentlichen Hinrichtungen und die Auflösung der Polizei zugunsten einer militärisch strukturierten Nationalgarde. Seine Vizepräsidentschaftskandidatin war Raquel Blandon, die Ex-Frau des früheren Präsidenten Vinicio Cerezo. In der ersten Runde wurde er mit 23,2 % Zweitplatzierter der 10 zur Wahl zugelassenen Kandidaten. In der Stichwahl am 6. November 2011 unterlag er mit 45,98 % dem Ex-General Otto Pérez Molina.